# Жихаревка (Ульяновская область)
Жихаревка — деревня в Новоспасском районе Ульяновской области. Входит в состав Красносельского сельского поселения.

## География
Деревня находится на расстоянии примерно 27 км (по прямой) к северо-востоку от посёлка Новоспасское, административного центра района.

## История
В 1913 году в деревне насчитывалось 131 двор и 1178 жителей. В поздний советский период работало отделение колхоза «Россия».

## Население
| 2010 |
| ---- |
| 55   |

### Национальный состав
Согласно результатам переписи 2002 года, в национальной структуре населения русские составляли 92 % из 26 чел.